# Nahr-e Hamid
Nahr-e Hamid (em persa: نهرحميد, também romanizada como Nahr-e Ḩamīd; também conhecida como Ālbū Ḩamīd e Ḩamīd) é uma aldeia do distrito rural de Nasar, no condado de Abadan, na província de Khuzistão, Irã.
Segundo o censo de 2006, sua população era de 194 habitantes, em 47 famílias.